# Shaqiao
Shaqiao (kinesiska: 杉桥, 杉桥镇) är en köping i Kina. Den ligger i provinsen Hunan, i den södra delen av landet, omkring 140 kilometer söder om provinshuvudstaden Changsha. Antalet invånare är 20049. Befolkningen består av 9 504 kvinnor och 10 545 män. Barn under 15 år utgör 20,0 %, vuxna 15-64 år 70 %, och äldre över 65 år 8,0 %.
Genomsnittlig årsnederbörd är 1 658 millimeter. Den regnigaste månaden är maj, med i genomsnitt 253 mm nederbörd, och den torraste är oktober, med 28 mm nederbörd.